# Apolo de Cirene
O Apolo de Cirene é uma estátua de mármore representando o deus grego Apolo. Ela integra a grande família escultórica do Apolo Citaredo, um protótipo criado na Grécia Antiga durante o período clássico, onde o deus porta uma lira ou cítara, um atributo que alude ao seu papel de deus da música e patrono das Musas.
O protótipo foi especialmente cultivado durante o período helenístico, pois sua postura assimétrica possibilitava a exploração de diferentes efeitos plásticos do corpo e das tensões entre repouso e movimento. O Apolo de Cirene foi modelado em contrapposto, acentuando seu dinamismo. A obra é uma cópia romana do século II a.C. de um original helenístico, criado por um autor desconhecido, a partir de uma combinação de elementos do famoso Apolo Liceu de Praxíteles e de uma variante sua, o Apolo Citaredo de Timárquides.
A estátua mede 2,28 metros de altura e foi encontrada em janeiro de 1861 na área do Templo de Apolo da cidade de Cirene, na Líbia, pelo arqueólogo escocês tenente Sir Robert Murdoch Smith e o comandante Edwin Porcher, partida em 121 fragmentos, ao lado de um pedestal onde originalmente fora instalada. Oferecida ao Museu Britânico, a estátua foi recomposta mas não completamente restaurada de imediato. Mais tarde recebeu tratamentos de conservação e preenchimento de lacunas. O braço direito e a mão esquerda, que não foram encontrados, não foram recriados. Aparentemente a estátua foi destruída quando o Templo de Apolo foi incendiado, durante a Revolta Judaica de 115-116 d.C. Uma cópia completa se encontra no Museu Arqueológico Nacional de Nápoles.
O autor deste Apolo deve ter sido um mestre altamente qualificado, considerando o fino acabamento da superfície e a desenvoltura da figura. A cabeça é ornamentada por uma basta cabeleira, presa na nuca e recaindo em cachos movimentados. O torso está nu frontalmente, e as pernas cobertas por um manto, que cobre também seu dorso e recai sobre o ombro esquerdo. Foi esculpido quase integralmente em um único bloco de mármore, salvo o braço direito e o punho esquerdo. O braço direito deveria repousar sobre a cabeça do deus, uma postura que convencionalmente indicava se encontrar em um estado de inspiração divina. À sua esquerda uma cítara é apoiada sobre um tronco de árvore, no qual se enrola uma serpente, e do qual pende um arcaz de flechas.
O Apolo de Cirene foi copiado várias vezes na Antiguidade, mas recebeu pouca atenção crítica depois de sua redescoberta até o início do século XX, pois então a arte helenística era tida como uma degeneração dos princípios do prestigiado classicismo, embora em 1907 fosse reconhecido em uma resenha do periódico The Classical Review da Universidade de Cambridge como uma das melhores cópias conhecidas de importantes originais gregos. Segundo Peter Higgs, hoje é uma das obras mais notáveis da seção de antiguidades do Museu Britânico.